# Vous qui passez sans me voir
Vous qui passez sans me voir est une chanson de Charles Trenet et Raoul Breton pour les paroles, et de Johnny Hess et Paul Misraki pour la musique. Elle est composée sur un rythme de slow-fox. Cette chanson est écrite pour le chanteur Jean Sablon qui l'enregistre en 1936 avec l'orchestre Wal-Berg.
La chanson raconte un amour malheureux, le narrateur s'adresse à la personne qu'il aime et qui l'ignore.
La chanson rencontre un énorme succès et Jean Sablon reçoit le grand prix du disque en 1937.
Charles Trenet la reprend et l'enregistre en 1954.
La chanson est interprétée en allemand par la chanteuse Greta Keller en 1937.
Elle a également été reprise par Léo Marjane en 1938, et par Line Renaud en 1956.

## Détournement
Un à-peu-près remplace « sans me voir » par « samovar ». Ce jeu de mots est attribué à Francis Blanche dans un de ses sketches. On le retrouve dans le film Lévy et Goliath ou dans un sketch de Popeck.

## Au cinéma
Vous qui passez sans me voir apparaît dans une dizaine de films.
- 1945 : Au cœur de la nuit
- 1947 : Desire Me de (non credité) Metro-Goldwyn-Mayer picture.
- 1971 : Un coin tranquille de Henry Jaglom.
- 2001 : Mauvais Genre de Francis Girod.
- 2002 : Embrassez qui vous voudrez de Michel Blanc
- 2002 : Festival in Cannes
- 2004 : Nous étions libres de John Duigan.
- 2006 : Une grande année de Ridley Scott.
- 2015 : En mai, fais ce qu'il te plaît (film, 2015)